# Arne Nyberg
Arne Nyberg (20 de junho de 1913 - 12 de agosto de 1970) foi um futebolista sueco. Ele competiu na Copa do Mundo FIFA de 1938, sediada na França, na qual a seleção de seu país terminou na quarta colocação.